# راونا رکا (ولادیچین خان)
راونا رکا (به صربی: Ravna Reka) یک منطقهٔ مسکونی در صربستان است که در ولادیچین خان واقع شده‌است. راونا رکا ۱۶۷ نفر جمعیت دارد.